# 神武不殺の剣戟士
『神武不殺の剣戟士』（しんぶふさつのけんげきし）は、高瀬ききゆによるライトノベル。イラストは有坂あこ。ファミ通文庫（エンターブレイン）より2014年2月から同年8月まで刊行された。第15回エンターブレインえんため大賞小説部門にて『帝都剣戟モダニズム』というタイトルで特別賞を受賞。

## あらすじ
剣術修行のために薩摩から出てきた悪党を自称する少年、清水龍人。新式蒸気機関により明治に続く2度目の近代化の世を謳歌する帝都オオエドにおいて、刀剣犯罪を取り締まる剣士を育成する帝都剣術学校に入学した龍人は、天才剣士として知られる星村千歳と出会う。しかも警邏中に殺人現場に居合わせたことで、帝都を騒がせる辻斬り犯「怪人赤マント」と間違われて彼女と闘う事に・・・。怪人赤マント事件をきっかけに、神武不殺を理想とする清水龍人の覚悟が試される。

## 登場人物
清水 龍人（しみず りゅうと）
主人公。帝剣1年生の自称悪党。薩摩の示現流で、愛刀は満鉄刀。
星村 千歳（ほしむら ちとせ）
帝剣1年生の美少女天才剣士。オオエド三大流派のひとつである北辰一刀流で、愛刀は源清麿。
花沢 錬次郎（はなざわ れんじろう）
女言葉で話す帝剣1年生。龍人のルームメイト。二天一流で、愛刀は4尺あまりの野太刀・長船長光。
藤堂 百合花（とうどう ゆりか）
帝剣1年生の優等生。愛刀はレイピア。筆記試験1位で入学し、生徒会役員を務める。
荒神 静穂（あらがみ しずほ）
帝剣1年生の小柄で物静かな少女。百合花のルームメイト。鹿島神傳直心影流で、巨大な金砕棒を軽々と操る。
大柳 小鹿（おおやぎ ころく）
生徒会長を務める帝剣3年生。サボり魔で、そのために流派を破門されて剣術を禁止されている。
風祭 久遠（かざまつり くおん）
生徒会副会長を務める帝剣3年生。正座居合の大森流で、愛刀は埋忠明寿。いつも台車の上に正座し、それを黒子に押させている。
浅木 春芽（あさぎ はるめ）
「かんらかんら」という笑い声が特徴の帝剣1年生。千歳のルームメイト。天然理心流で、愛刀は繁慶。北辰一刀流を憎んでいて、千歳に決闘を挑むがあっさり負けている。

## 用語
帝剣
正式名称は帝都剣術学校。帝都での辻斬りを取り締まるため、ルームメイトとの二人一組で警邏活動を行っている。
新式蒸気機関
高温高圧の蒸気を動力に変換する機構。
怪人赤マント事件
帝都の裏路地で起こる女性を狙った事件。赤い雨合羽を着た不審人物が目撃されている。

## 既刊一覧
- 高瀬ききゆ（著）・有坂あこ（イラスト）、エンターブレイン〈ファミ通文庫〉、全2巻
  - 『神武不殺の剣戟士 アクノススメ』、2014年2月28日発売[2]、ISBN 978-4-04-729456-1
  - 『神武不殺の剣戟士 アイノススメ』、2014年8月30日発売[3]、ISBN 978-4-04-729786-9